# 청주 부모산성
청주 부모산성(淸州 父母山城)은 충청북도 청주시 흥덕구 비하동에 있는 삼국시대의 산성이다. 2002년 1월 11일 충청북도의 기념물 제121호로 지정되었다.
산성 내에서 원삼국기부터 삼국시대 후기까지의 유물이 출토되고, 성벽의 기저부가 원상태로 남아 있으며, 중부 이남 지역에서는 계단식 보축 성벽 등이 처음으로 조사되어 역사적으로 고찰할 자료가 많이 남아 있는 중요한 유적이다.

## 개요
부모산(父母山)은 본래 아양산(我養山)이라 부르던 산으로 산봉우리와 동쪽 계곡을 감싸고 돌로 쌓은 산성이다. 고려 말기 몽고 침입 때 고을 사람들이 이곳에 피난하였는데 성안에서 샘물이 솟아 모두 살아났으므로 그 은혜가 부모와 같다 하여 부모산이라 하고, 샘은 어머니의 젖과 같다하여 모유정(母乳井)이라 하게 되었다.
부모산성의 역사에 대한 문헌기록은 없으나 《신증동국여지승람》을 비솟한 조선시대의 지리지에 둘레가 2,427척(尺)이며 성안에 큰 못(大池)이 있다고 기록되어 있다. 이 산성은 미호강변의 넓은 평야지역을 내려다보는 위치에서 청주지역을 통치하는 한편 적의 침입을 방어하기 위하여 축조한 백제시대의 성이다. 발굴조사 결과 산성이 축조되기 이전의 삼국시대 초기부터 사람이 살았으며, 백제시대에는 토성으로 축조되었다가 통일신라시대에 석성으로 개축되었고, 고려시대 이후에는 사용되지 않은 것으로 밝혀졌다. 동서남북에 각각 문지(門址)가 있고, 동쪽과 북쪽 계곡에 수구(水口)가 있었던 것으로 추정되며, 산성이 있는 산줄기를 따라 몇 개의 작은 보루(堡壘)가 부설되어 있다. 산성의 둘레는 1,135m, 높이는 6m 내외, 너비는 6.4m이다.

## 모유정
부모산성은 백제시대에 청주의 서쪽지역을 지키기 위해 축조한 석성(石城)이며 모유정은 성안의 군사들이 식수로 이용하던 우물이다. 외적이 침입하면 인근 백성들이 이 성안으로 피난하였는데, 고려에 몽고군이 침입했을 때 4개월 동안 짙은 안개가 산을 가리어 위기를 면하였고, 성안에 물이 없어 사람고 말이 목말라 죽을 위기에 처했을 때 샘물이 솟아 살았으므로 그 은혜가 어버이와 같다하여 부모산 또는 아양산이라 하고, 샘은 어미의 젖과 같다하여 모유정이라 하였다고 전해진다. 또한 임진왜란 때는 박춘무(朴春茂)가 아우 춘번(春番) 아들 동명(東命)과 함께 7백 의병을 모아 이 산성에서 대적하는데, 군량과 식수가 떨어져 아사지경에 이르자 상봉에서 물이 샘솟아 생기를 얻고 왜적을 무찔렀으므로 부모산 모유정이라 하였다는 전설이 있다. 30여년전까지는 샘물이 솟아 식수로 이용하기도 하였으며, 청주시는 우물을 보호하기 위해 2010년 주변을 정비하였다.

## 참고 자료
- 청주 부모산성 - 국가유산청 국가유산포털